# Shortsville
Shortsville es una villa ubicada en el condado de Ontario en el estado estadounidense de Nueva York. En el año 2000 tenía una población de 1,320 habitantes y una densidad poblacional de 802.5 personas por km².

## Geografía
Shortsville se encuentra ubicada en las coordenadas 42°57′18″N 77°13′22″O / 42.95500, -77.22278.

## Demografía
Según la Oficina del Censo en 2000 los ingresos medios por hogar en la localidad eran de $44,432, y los ingresos medios por familia eran $51,023. Los hombres tenían unos ingresos medios de $32,650 frente a los $24,886 para las mujeres. La renta per cápita para la localidad era de $20,440. Alrededor del 4.3% de la población estaban por debajo del umbral de pobreza.